# 유성 구개수 내파음
유성 구개수 내파음(有聲口蓋垂內破音)은 자음의 하나로 목젖에서 조음하는 유성 내파음이다.
이 소리를 나타내는 국제음성문자(International Phonetic Alphabet)의 기호는 ⟨ʛ⟩로, 작은 대문자 G에 오른쪽 상단에 오른쪽을 가리키는 갈고리가 뻗어 있다.

## 같이 보기
- 무성 구개수 내파음